# Snowboarding na Zimowych Igrzyskach Olimpijskich 2010
Snowboard na Zimowych Igrzyskach Olimpijskich 2010 odbywał się w dniach 15 – 27 lutego 2010 roku.
Zawodnicy i zawodniczki walczyli w trzech męskich i w trzech kobiecych konkurencjach: halfpipe, slalom gigant równoległy i snowcross. Łącznie rozdano sześć kompletów medali. Zawody odbywały się 15 km na północ od Vancouver, gdzie znajduje się kurort narciarski Cypress Mountain Resort.

#### Snowcross

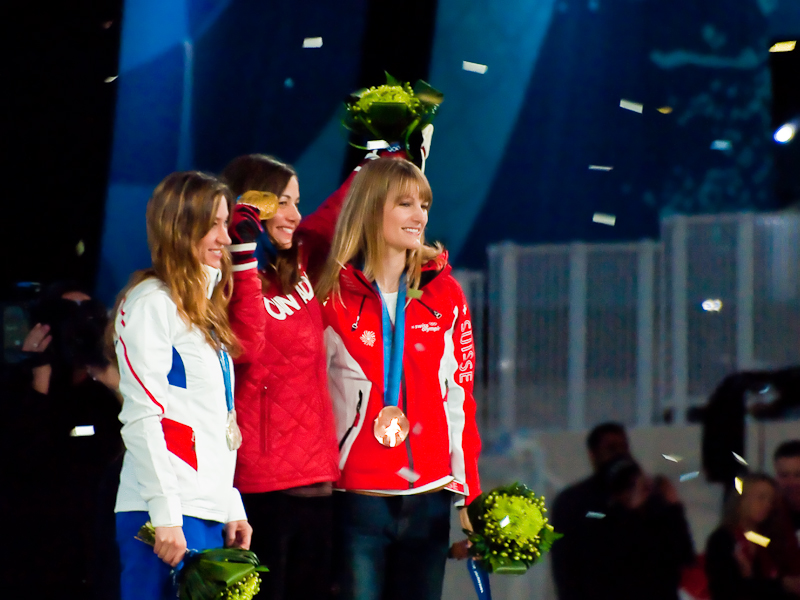
Medalistki snowcrossu, od lewej: Déborah Anthonioz, Maëlle Ricker, Olivia Nobs

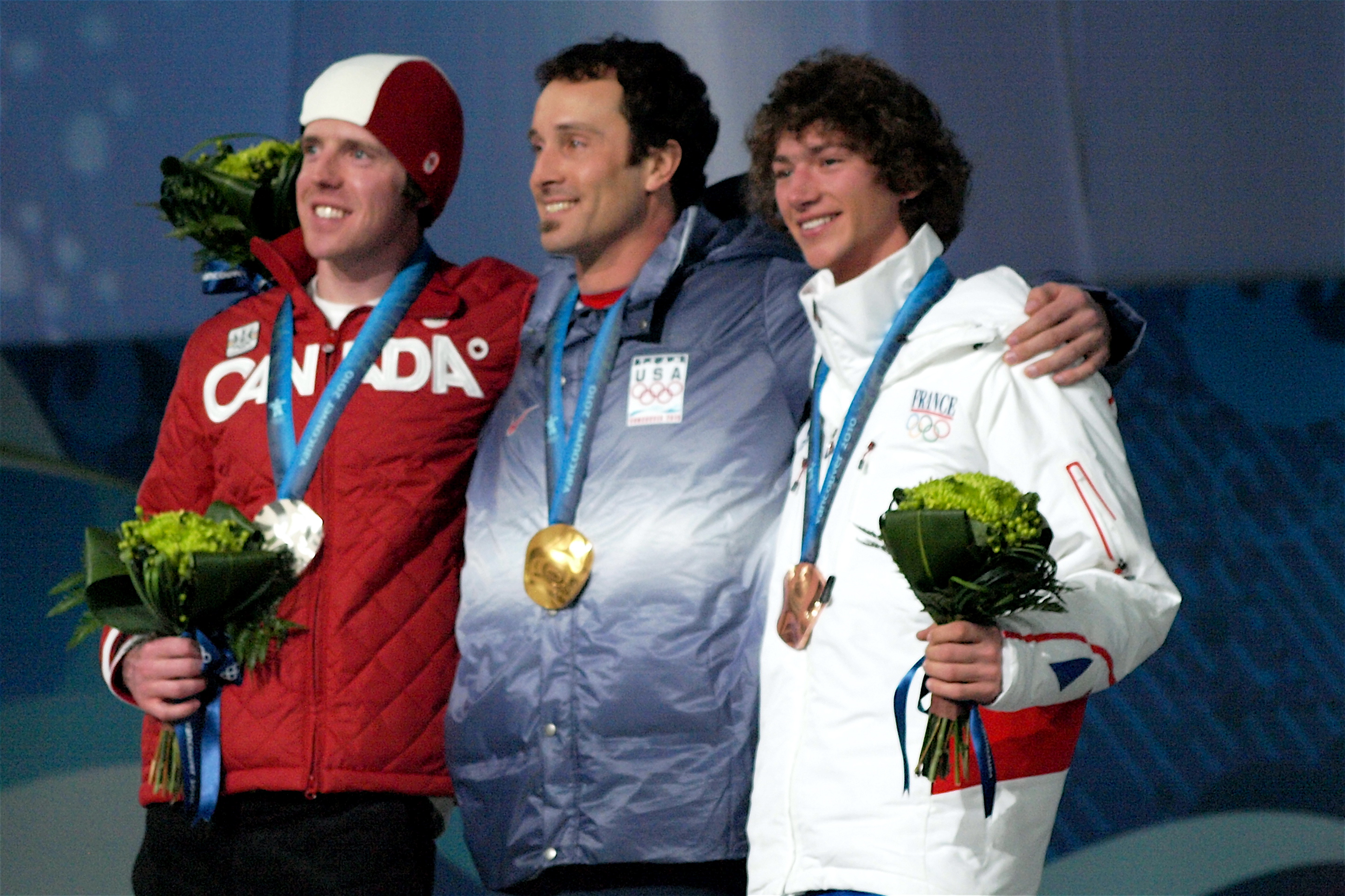
Medaliści snowcrossu, od lewej: Mike Robertson, Seth Wescott, Tony Ramoin

## Terminarz
| Data           | Godzina                 | Miejscowość             | Konkurencja                       | Złoto               | Srebro               | Brąz             |
| -------------- | ----------------------- | ----------------------- | --------------------------------- | ------------------- | -------------------- | ---------------- |
| 15 lutego 2010 | 10:30 UTC-9 / 19:30 CET | Cypress Mountain Resort | Snowcross mężczyzn                | Seth Wescott        | Mike Robertson       | Tony Ramoin      |
| 16 lutego 2010 | 12:15 UTC-9 / 21:15 CET | Cypress Mountain Resort | Snowcross kobiet                  | Maëlle Ricker       | Deborah Anthonioz    | Olivia Nobs      |
| 17 lutego 2010 | 13:05 UTC-9 / 22:05 CET | Cypress Mountain Resort | Halfpipe mężczyzn                 | Shaun White         | Peetu Piiroinen      | Scotty Lago      |
| 18 lutego 2010 | 12:30 UTC-9 / 21:30 CET | Cypress Mountain Resort | Halfpipe kobiet                   | Torah Bright        | Hannah Teter         | Kelly Clark      |
| 26 lutego 2010 | 10:00 UTC-9 / 19:00 CET | Cypress Mountain Resort | Równoległy slalom gigant kobiet   | Nicolien Sauerbreij | Jekatierina Iluchina | Marion Kreiner   |
| 27 lutego 2010 | 10:00 UTC-9 / 19:00 CET | Cypress Mountain Resort | Równoległy slalom gigant mężczyzn | Jasey-Jay Anderson  | Benjamin Karl        | Mathieu Bozzetto |

## Wyniki

### Kobiety

#### Snowcross[1]
| Pozycja | Zawodniczka         | Narodowość        |
| ------- | ------------------- | ----------------- |
|         | Maëlle Ricker       | Kanada            |
|         | Déborah Anthonioz   | Francja           |
|         | Olivia Nobs         | Szwajcaria        |
| 4.      | Helene Olafsen      | Norwegia          |
| 5.      | Lindsey Jacobellis  | Stany Zjednoczone |
| 6.      | Nelly Moenne-Loccoz | Francja           |
| 7.      | Mellie Francon      | Szwajcaria        |
| 8.      | Zoe Gillings        | Wielka Brytania   |
| 9.      | Simona Meiler       | Szwajcaria        |
| 10.     | Doresia Krings      | Austria           |

#### Halfpipe[2]
| Pozycja | Zawodniczka      | Narodowość        | Wynik |
| ------- | ---------------- | ----------------- | ----- |
|         | Torah Bright     | Australia         | 45,0  |
|         | Hannah Teter     | Stany Zjednoczone | 42,4  |
|         | Kelly Clark      | Stany Zjednoczone | 42,2  |
| 4.      | Liu Jiayu        | Chiny             | 39,3  |
| 5.      | Sophie Rodriguez | Francja           | 34,4  |
| 6.      | Mercedes Nicoll  | Kanada            | 34,3  |
| 7.      | Sun Zhifeng      | Chiny             | 33,0  |
| 8.      | Holly Crawford   | Australia         | 30,3  |
| 9.      | Ursina Haller    | Szwajcaria        | 27,9  |
| 10.     | Elena Hight      | Stany Zjednoczone | 24,6  |

#### Slalom gigant równoległy[3]
| Pozycja | Zawodniczka          | Narodowość |
| ------- | -------------------- | ---------- |
|         | Nicolien Sauerbreij  | Holandia   |
|         | Jekatierina Iluchina | Rosja      |
|         | Marion Kreiner       | Austria    |
| 4.      | Selina Jörg          | Niemcy     |
| 5.      | Anke Karstens        | Niemcy     |
| 6.      | Ina Meschik          | Austria    |
| 7.      | Claudia Riegler      | Austria    |
| 8.      | Amelie Kober         | Niemcy     |

### Mężczyźni

#### Snowcross[4]
| Pozycja | Zawodnik        | Narodowość        |
| ------- | --------------- | ----------------- |
|         | Seth Wescott    | Stany Zjednoczone |
|         | Mike Robertson  | Kanada            |
|         | Tony Ramoin     | Francja           |
| 4.      | Nate Holland    | Stany Zjednoczone |
| 5.      | Robert Fagan    | Kanada            |
| 6.      | Lukas Grüner    | Austria           |
| 7.      | Mario Fuchs     | Austria           |
| 8.      | David Speiser   | Niemcy            |
| 9.      | Pierre Vaultier | Francja           |
| 10.     | Damon Hayler    | Australia         |

#### Halfpipe[5]
| Pozycja | Zawodnik            | Narodowość        | Wynik |
| ------- | ------------------- | ----------------- | ----- |
|         | Shaun White         | Stany Zjednoczone | 48,4  |
|         | Peetu Piiroinen     | Finlandia         | 45,0  |
|         | Scotty Lago         | Stany Zjednoczone | 42,8  |
| 4.      | Iouri Podladtchikov | Szwajcaria        | 42,4  |
| 5.      | Louie Vito          | Stany Zjednoczone | 39,4  |
| 6.      | Markku Koski        | Finlandia         | 36,4  |
| 7.      | Justin Lamoureux    | Kanada            | 35,9  |
| 8.      | Kazuhiro Kokubo     | Japonia           | 35,7  |
| 9.      | Ryō Aono            | Japonia           | 32,9  |
| 10.     | Mathieu Crepel      | Francja           | 25,9  |

#### Slalom gigant równoległy[6]
| Pozycja | Zawodnik           | Narodowość        |
| ------- | ------------------ | ----------------- |
|         | Jasey-Jay Anderson | Kanada            |
|         | Benjamin Karl      | Austria           |
|         | Mathieu Bozzetto   | Francja           |
| 4.      | Stanisław Dietkow  | Rosja             |
| 5.      | Simon Schoch       | Szwajcaria        |
| 6.      | Žan Košir          | Słowenia          |
| 7.      | Chris Klug         | Stany Zjednoczone |
| 8.      | Rok Flander        | Słowenia          |

## Klasyfikacja medalowa
| Miejsce | Państwo           | złoto | srebro | brąz | Razem |
| ------- | ----------------- | ----- | ------ | ---- | ----- |
| 1.      | Stany Zjednoczone | 2     | 1      | 2    | 5     |
| 2.      | Kanada            | 2     | 1      | 0    | 3     |
| 3.      | Holandia          | 1     | 0      | 0    | 1     |
| 3.      | Australia         | 1     | 0      | 0    | 1     |
| 5.      | Francja           | 0     | 1      | 2    | 3     |
| 6.      | Austria           | 0     | 1      | 1    | 2     |
| 7.      | Finlandia         | 0     | 1      | 0    | 1     |
| 7.      | Rosja             | 0     | 1      | 0    | 1     |
| 9.      | Szwajcaria        | 0     | 0      | 1    | 1     |